# Malons-et-Elze
Malons-et-Elze é uma comuna francesa na região administrativa de Occitânia, no departamento de Gard. Estende-se por uma área de 31,21 km². Em 2010 a comuna tinha 124 habitantes (densidade: 4 hab./km²).